# Монте-Сан-Савино
Монте-Сан-Савино (итал. Monte San Savino) — коммуна в Италии, расположена в области Тоскана, в провинции Ареццо.
Население составляет 8743 человек (2011 г.), плотность населения составляет 97 чел./км². Коммуна занимает площадь 90 км². Почтовый индекс — 52048. Телефонный код — 0575.
Покровителями коммуны почитаются святитель Амвросий Медиоланский, празднование 7 декабря, святой Эгидий и священномученик Савин из Сполето.

## Демография
Динамика населения:

## Администрация коммуны
- Официальный сайт: http://www.comune.monte-san-savino.ar.it/